# 米申 (南达科他州)
米申（英語：Mission），是美国南达科他州下属的一座城市。根据2010年美国人口普查，该市有人口1,209人。论人口在本州排行第55。